# Distretto di Tosoncėngėl (Uvs)
Il distretto di Tosoncėngėl  è uno dei ventiquattro distretti (sum) in cui è suddivisa la provincia del Zavhan, in Mongolia. Conta una popolazione di 9.045 abitanti (censimento 2005).

## Clima
Tosoncėngėl presenta un clima subartico con estati miti ed inverni rigidi. La media delle temperature minime in gennaio è di -37 °C, ma sono stati registrati valori anche inferiori a -50° C. La maggior parte delle precipitazioni annuali è concentrata in estate sotto forma di pioggia, con periodi di nevicate in maggio e settembre. Gli inverni, d'altro canto, sono tendenzialmente secchi. L'area di Tosoncėngėl detiene uno degli attuali record di pressione atmosferica più alta, 1084,8 hPa (vedere anche Record climatologici mondiali).